# HK Kijów
HK Kijów (ukr. Хокейний клуб «Київ») – ukraiński klub hokejowy z siedzibą w Kijowie.

## Historia
Klub został założony w 2000 drużyna farmerska Sokiłu Kijów. Początkowo nosił nazwę SDJuSzOR Kijów.
W trakcie sezonu 1999/2022 w styczniu 2000 zespół zastąpił klub Ldynka Kijów, który zrezygnował z dalszych występów w Wschodnioeuropejskiej Hokejowej Ligi, w której występował do 2004. Również w latach 2001-2005 występował w ukraińskiej Wyższej Lidze. Trenerem w klubie był Anatolij Stepanyszczew. Lodowiskiem klubu była Arena Awanhard.
Klub został zgłoszony do edycji mistrzostw Ukrainy 2022/2023. Szkoleniowcem drużyny został Dmytro Pidhurski. Kuratorem zespołu zgodził się być aktualny trener reprezentacji kraju, Wadym Szachrajczuk. Zaanonsowano także angaż do ekipy hokeisty Ołeksija Żytnyka.

## Sukcesy
- Srebrny medal mistrzostw Ukrainy: 2004
- Brązowy medal mistrzostw Ukrainy: 1994, 2005